# Audioslave (DVD)
Audioslave es el nombre de un DVD EP por el supergrupo estadounidense de rock, Audioslave, lanzado en 2003. Contiene los tres videos que la banda habían hecho hasta el momento, "Cochise", dirigida por Mark Romanek, "Like a Stone", dirigida por Meiert Avis, y "Show Me How to Live", dirigida por Richard C. Sarafian. Los materiales bonus contienen dos canciones que fueron tocadas en vivo en Late Show with David Letterman en Nueva York en el 25 de noviembre.

## Lista de canciones
1. "Cochise"
2. "Like a Stone"
3. "Show Me Hot to Live"
4. "Set It Off" (en vivo)
5. "Gasoline" (en vivo)

## Personal

### Banda
- Chris Cornell - vocalista
- Tom Morello - guitarra
- Tim Commerford - bajo
- Brad Wilk - batería

### Directores
- Meiert Avis
- Mark Romanek
- Richard C. Sarafian